# Antenne ground plane

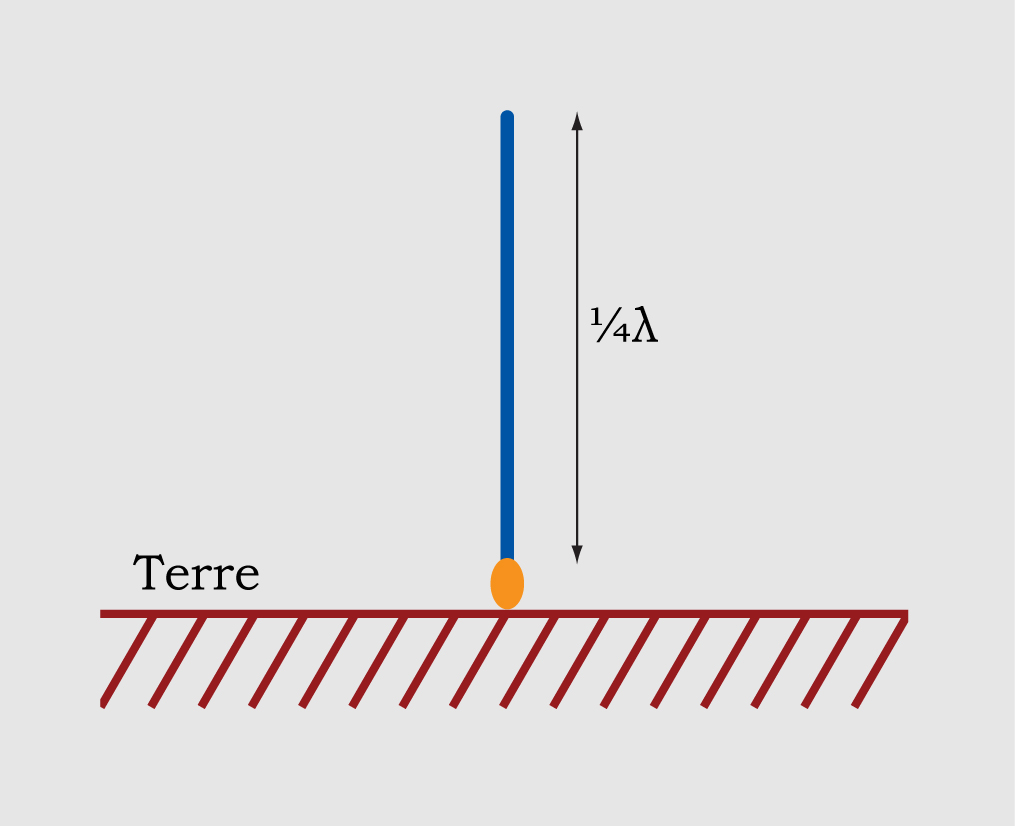
Antenne ground plane en quart d'onde au sol ou sur une surface conductrice quelconque grande devant la longueur d'onde.

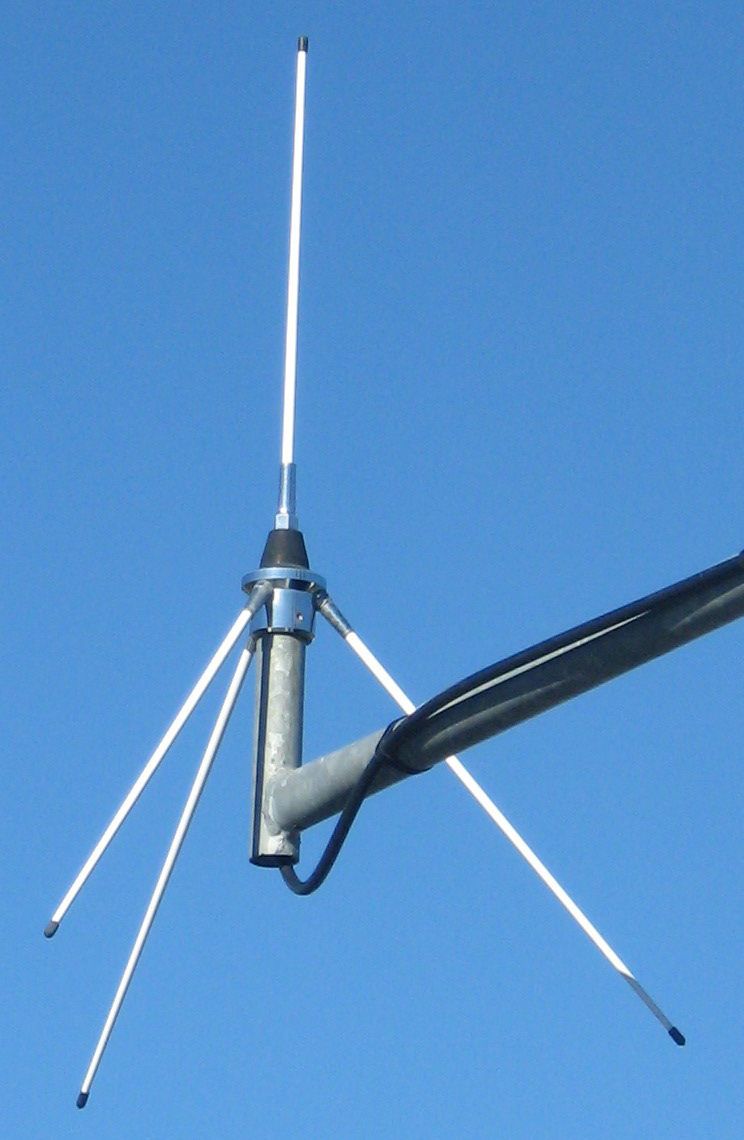
Antenne ground plane dont les brins du plan de sol sont inclinés vers le bas.

Une antenne ground plane ou antenne 1/4 d'onde ou GPA (Ground Plane Antenna) est un dipôle dans lequel on a remplacé la moitié par un « plan de sol », la moitié conservée étant normale à cette surface. Si le plan de sol est suffisamment grand, le demi-dipôle se comporte exactement comme un dipôle entier car sa réflexion dans le plan de sol forme la partie manquante. Dans ce cas, son gain théorique est de 2,14 dBi (où les dBi sont des décibels avec un « i » ajouté pour rappeler qu'il s'agit d'un gain par rapport à une antenne isotrope).

## Description

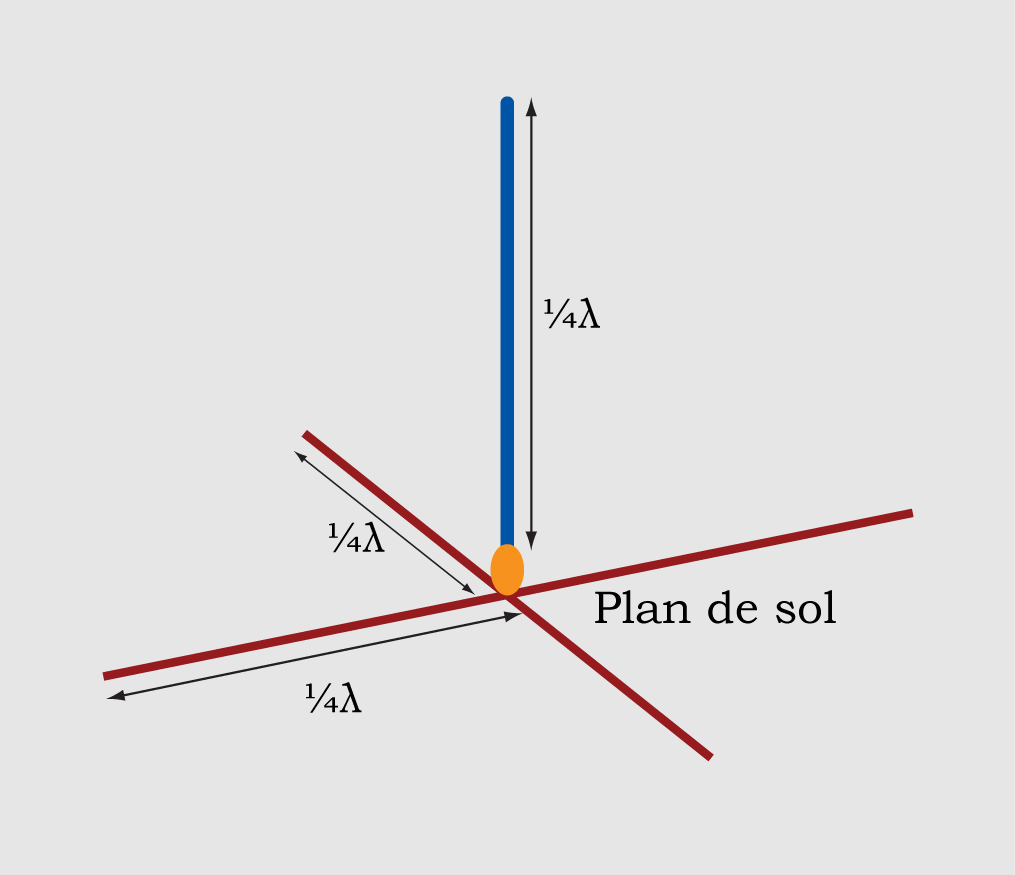
Antenne ground plane λ/4 dont le plan de sol est constitué de radiaux accordés.

Dans le cas général, le plan de sol est une surface conductrice, quelconque qui peut être soit naturelle — comme la terre ou la mer —, soit artificielle et liée à la situation — comme un toit de voiture ou une toiture de zinc —, soit encore être spécialement conçue pour cet usage. Dans ce dernier cas, si on prend une antenne ground plane qui serait une moitié de dipôle demi-onde (λ/2), le plan de sol serait constitué de brins conducteurs en quart d'onde (λ/4), c'est-à-dire dont la longueur physique est environ égale au quart de la longueur d'onde de la fréquence sur laquelle l'antenne est accordée. Ces brins, disposés en cercle peuvent être soit horizontaux, soit inclinés vers le bas ; en nombre variable, ils constituent une surface conductrice de l'électricité, même si cette surface n'est pas parfaite.
Une antenne ground plane idéale dans cette configuration comporterait 120 brins λ/4 répartis régulièrement autour de la base d'un radian vertical lui-même de taille λ/4. Lorsqu'on diminue le nombre de brins, ou leur longueur, le rendement de l'antenne baisse. En réalité, le plan de sol se comporte comme la moitié manquante d'un dipôle demi-onde alimenté au centre. Le rendement d'une ground plane peut être mesuré en ohms (Ω) comme la composante « perte » de l'impédance totale de l'antenne, c'est-à-dire que plus la mesure est faible, meilleur est le rendement.

## Repères
- L'antenne ground plane en λ/4 est d'une hauteur d'environ 75 mètres pour travailler sur la fréquence 1 MHz soit la longueur d'onde de 300 mètres de la bande des petites ondes,
- L'antenne ground plane en λ/4 est d'une hauteur d'environ 0,75 mètre pour travailler sur la fréquence 100 MHz soit la longueur d'onde de 3 mètres de la bande FM,

Par les équations de Maxwell, la longueur exacte de l'antenne ground plane est plus courte de 2 % pour un brin d'antenne très fin et jusqu'à 10 % de raccourcissement pour un brin d'antenne de grosse section (en forme de gros tube par exemple).

## Antenne ground plane à capacité terminale

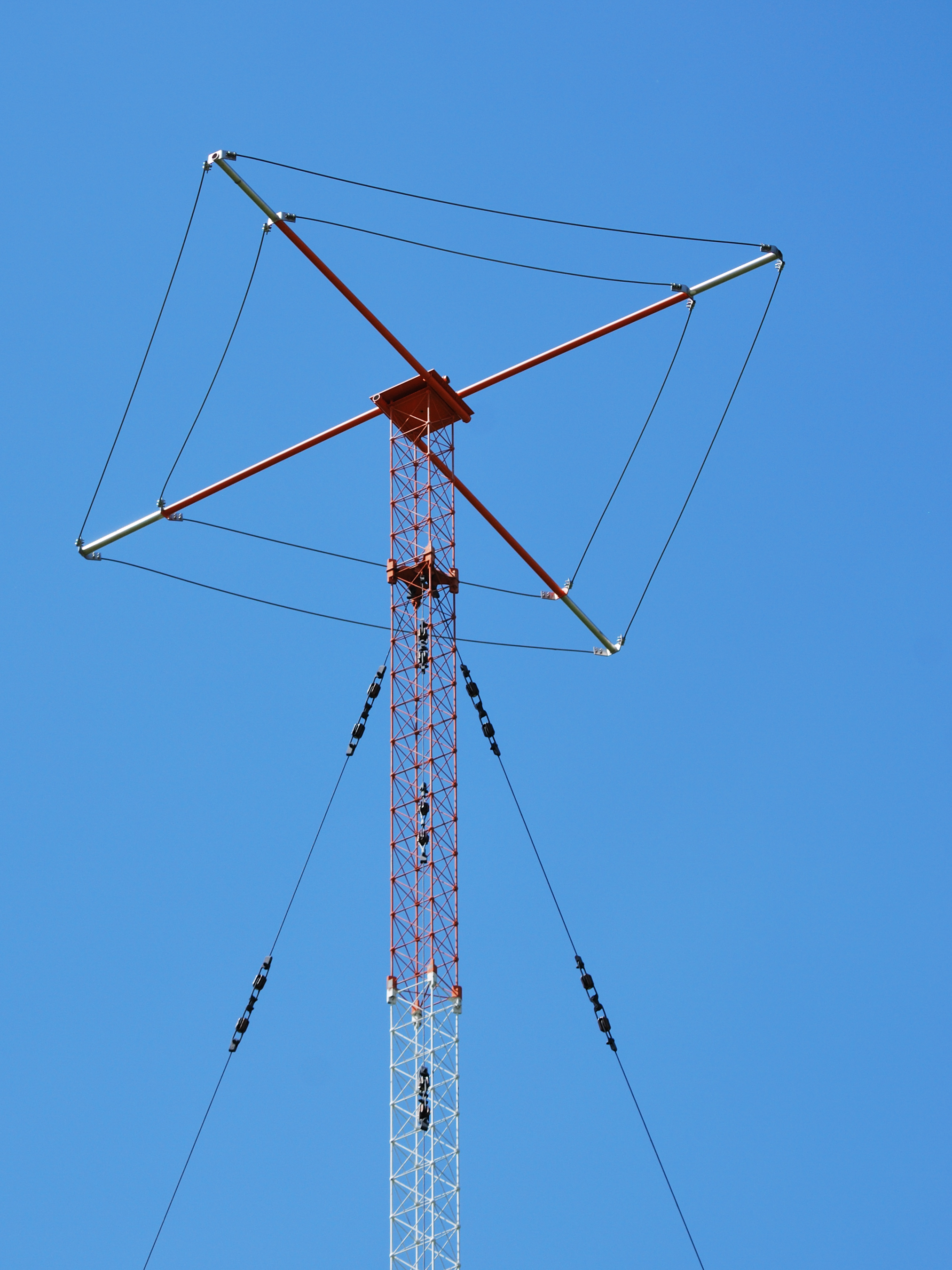
Capacité en toile d'araignée de l'antenne de l'émetteur Hirschlanden à Ditzingen.

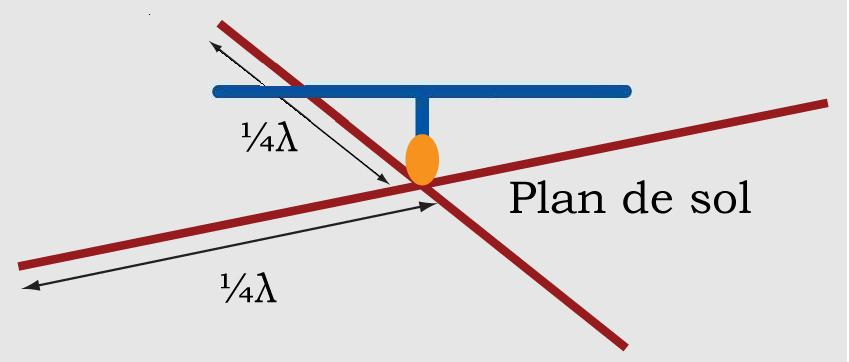
Antenne en T (de couleur bleue) sur un plan de sol en 4 radiaux (de couleur rouge).

Pour les contacts radiotélégraphiques, les navires utilisaient la longueur d'onde de 600 mètres : 500 kHz. L'antenne ground plane en λ/4 sans capacité est d'une hauteur d'environ 150 mètres, cette antenne est difficilement envisageable sur un bateau et serait détruite en cas de mer agitée ou de coup de vent. 

Pour raccourcir électriquement une telle antenne, on lui a adjoint une capacité terminale. C'est ainsi que l'antenne ground plane à capacité terminale en T du navire Titanic était d'une hauteur de 50 m soit le tiers de 150 mètres.
Dans l'antenne ground plane à capacité terminale, l'intensité électrique circule dans la capacité terminale et augmente le courant électrique dans la partie supérieure du fil vertical. La résistance de rayonnement, et donc la puissance rayonnée, est proportionnelle au carré de la superficie de la capacité terminale. Toute la longueur du brin vertical participe au rayonnement de l'antenne radioélectrique grâce à cette capacité terminale.

Dans le cas de l'antenne ground plane à bobine de raccourcissement, la distribution de l'intensité électrique passe à zéro à la partie supérieure dans une antenne verticale bobinée. La partie supérieure du brin vertical ne participe pas au rayonnement de l'antenne radioélectrique, l'intensité électrique est perdue dans la bobine de raccourcissement.
Antenne ground plane à capacité terminale
L'antenne à capacité terminale en forme de croix ou en forme de rayon structure métallique est conçue pour être plus courte que la hauteur d'un λ/4 tout en fonctionnant en λ/4 radio-électriquement. La capacité terminale est montée au-dessus du mât rayonnant de transmission pour le rallonger électriquement.
Antenne ground plane en T
L’antenne en T est une antenne fouet monopôle rayonnante à capacité terminale. Cette antenne en T plus courte que λ/4 est destinée à fonctionner là où d'autres types d'antenne ne sont pas adaptés par leur dimension au gabarit disponible sur un navire par exemple... L'antenne en T peut être carénée dans la coque des aéronefs pour être aérodynamique à des vitesses élevées.
Historiquement (dès les Conférences télégraphiques de Berlin de 1903 et 1906, Convention de Londres de 1912, Conférence de Washington de 1927), l'antenne en T a été inventée au cours des premières décennies de la radiotélégraphie et trouve une application sur les petits navires pour les premières bandes radiotélégraphiques :
- 1 800 mètres, postes maritimes intercontinentaux pour l'échange des correspondances avec les navires en mer (166,66 kHz, puis transférée sur 143 kHz) ;
- 600 mètres, longueur d'onde d'appel en radiotélégraphie[1] (500 kHz) ;
- 450 mètres, longueur d'onde de radiogoniométrie (positions des navires, des ballons dirigeables, des aéronefs)[2] (666,66 kHz) ;
- 300 mètres, longueur d'onde des bateaux en radiotélégraphie par ondes amorties[3] (1 000 kHz).

## Sources
- (en) Cet article est partiellement ou en totalité issu de l’article de Wikipédia en anglais intitulé « Ground plane » (voir la liste des auteurs) — Attention, en (en) ground plane désigne le « plan de sol » ce qui est le sujet principal de l'article anglophone.